# Хлебниковы
Хле́бниковы — несколько русских дворянских родов, купеческих династий и фамилия многих русских крестьян и мещан.
Исторически фамилия является отчеством от наименования профессии хлебника — пекаря, торговца хлебом или хлебороба. Фамилия встречается в разных частях России и является очень распространённой.
Существовало несколько русских дворянских родов Хлебниковых разного происхождения, но в основном все они получили дворянские права путём достижения классных чинов по табели о рангах либо в военной, либо в гражданской службе и обычно являются выходцами из среды мещанства или купечества разных городов.
Наиболее известна астраханская купеческая семья Хлебниковых, из которой произошли ботаник-орнитолог Владимир Хлебников, его сын — поэт Велимир Хлебников, его дочь — художница Вера Хлебникова.

## Дворянские роды
В Гербовник внесены четыре фамилии Хлебниковых, восходящих не ранее XVIII века и записанных в I часть родословных книг губерний Санкт-Петербургской, Новгородской и Московской. Потомство:
1. Петра Хлебникова (1734—1777), произведённого в коллежские асессоры в 1768 г., в 1775 г. переведён на военную службу и переименован в премьер-майоры, позже был генерал-аудитор-лейтенантом. Его сын, Николай Петрович (?—1806), в службу вступил в 1778 году, в 1800 г. пожалован коллежским асессором, а 7 июля 1805 года дипломом на дворянское достоинство, копия которого хранится в Герольдии (Герб. VIII, 160). Его сестра, Анна Петровна (1772—1842), замужем за Д. М. Полторацким. Из коломенского купечества.
2. Василия Михайловича Хлебникова, произведённого в статские советники в 1784 г. (Герб. IV, 145). Из ярославского или ростовского купечества.
3. Петра Хлебникова, пожалованного майором в 1803 году (Герб. VIII, 157).
4. коллежского асессора Харлампия Николаевича Хлебникова с женой его Надеждой Петровной, сыновьями: Николаем и Петром и дочерью Надеждой, по Всемилостивейше пожалованному ему 15 мая 1883 года ордену Св. Владимира IV степени (Герб. XIV, 117). Из астраханского купечества.

### Другие дворянские роды
Также несколько родов Хлебниковых было внесено в родословные книги других губерний без гербов.
К их числу относится род Хлебниковых — потомство Андрея Ильича Хлебникова (1778—1868) — штурмана шлюпа «Диана», участника инцидента с Головниным, автора записок «Японский плен 7 россиян в 1811-м, 12-м, 13-м годах». Он происходил из вольноопределяющихся купеческих детей Астрахани. Его отец, «астраханского купечества мещанин» Илья Иванов был сыном Ивана Андреева Хлебникова и проживал в приходе церкви Иоанна Златоуста. После возвращения из Японии Андрей Ильич был внесён в родословную книгу Санкт-Петербургской губернии, поскольку служил чиновником Адмиралтейства в Охтинских слободах. Приобрёл имение близ села Кошелёво Калязинского уезда и был похоронен на Смоленском кладбище в Твери. Известны потомки двух дочерей Андрея Хлебникова: Марии (в замужестве Третьяковой) и Анны (вышедшей замуж за капитан-лейтенанта П. П. Максимовича, сына астраханского губернского предводителя дворянства).

## Описание герба

#### Герб. Часть IV. № 145.
Герб Василия Михайловича Хлебникова: щит разделен горизонтально на две части, из которых в верхней части в серебряном поле изображена ветвь липы с сидящей на ней пчелой, а в нижней части в зеленом поле золотой сноп хлеба. Щит увенчан обыкновенным дворянским шлемом с дворянской на нем короной. Намет на щите золотой, подложенный зеленым.

#### Герб. Часть VIII. № 157.
Герб Петра Хлебникова: в щите, разделенном горизонтально надвое, в верхней, малой, вершине, разрезанной диагонально, в красном и голубом полях изображены две золотые шестиугольные звезды и между ними серебряная шпага острием к левому верхнему углу, а в нижней, пространной половине, в зеленом и золотом полях находится хлебный сноп переменных с полями цветов. Щит увенчан дворянским шлемом повернутым в правую сторону и короной с тремя страусовыми перьями. Намет на щите красный и голубой, подложенный серебром.

#### Герб. Часть XIV. № 117.
Герб коллежского асессора Харлампия Хлебникова: в голубом щите серебряный невод с восемью серебряными грузилами. Над щитом дворянский коронованный шлем. Нашлемник - две серебряные согнутые рыбы с красными глазами, плавниками, хвостами. Рыбы обращены спина к спине. Между рыбами вертикально золотой ржаной колос. Намет голубой с серебром. Девиз "ЗНАНИЕ И ТРУД" серебряными буквами на голубой ленте.

## Купеческие роды

### Астрахань
Род купцов Хлебниковых, к которому принадлежит наиболее известный носитель этой фамилии, происходит из мещан города Астрахани.
- Хлебников, Пётр Иванович (1668—1740) — астраханский купец.
  - Хлебников, Иван Петрович (1710—1774) — бурмистр Астраханской портовой таможни.
    - Хлебников, Матвей Иванович (1730—1798) — купец 2-й гильдии, судья.
      - Хлебников, Иван Матвеевич (1758—1847) — астраханский купец, потомственный почётный гражданин Астрахани.
        - Хлебников, Алексей Иванович (1801—1871) — астраханский купец 1-й гильдии. Торговал оружием и зерном. В 1870-х продал корабли и отправился в паломничество в Иерусалим, там и умер. Похоронен в Астрахани в фамильном склепе.
          - Хлебников, Пётр Алексеевич (1829 — после 1914) — профессор Императорской медико-хирургической академии, переводчик.
          - Хлебников, Владимир Алексеевич (1857—1934) — орнитолог, исследователь дельты Волги, первый директор Астраханского заповедника.
            - Хлебников, Велимир (1885—1922) — русский поэт-футурист, деятель Серебряного века.

В Астрахани вели дела и другие роды купцов Хлебниковых, выходцев из мещан и посадских людей разных городов России, которые периодически возвращались в статус мещан из-за недостаточности заявленного капитала. Такими были купцы Хлебниковы, представитель которых Илья Иванов Хлебников служил целовальником астраханского магистрата при оптово-розничной продаже соли. Его сын Андрей Ильич Хлебников как вольноопределяющийся поступил в 1795 г. в штурманы, впоследствии получил потомственное дворянство Санкт-Петербургской губернии и купил населённое имение в Тверской губернии.

### Вологда
Вологодские купцы Хлебниковы занимались солеварением в Леденгском Усолье в начале XVIII века.
- Хлебников Яков. Купец 2-й гильдии, с 1711 г. совладелец (совместно с сыновьями Денисом, Ильей и комиссаром Акишевым) Леденгского Усолья, взятого на откуп у Александра Меншикова сроком на 15 лет вместе с варницами и Ширшемской лесопильной мельницей (владел ею совместно с сыновьями).
- Хлебников Фёдор Саввич (1753—1806)[8]. Купец 2-й гильдии, владелец (1789 г.) солодовенного завода в Вологде. В 1813 г. Матвей Фёдорович Хлебников (1771 г. р.) с сыном Дмитрием (1791 г. р.) были переведены в вологодское мещанство в силу недостаточности капитала[9].

### Касимов
В 1-й ревизии 1723 г. в Новопосадской и Подбазарной третях Касимова отмечаются сироты Фёдор Фёдоров и Савелий Ефремов Хлебниковы, а также дети отставного солдата Фёдора Хлебникова и посадские Аким и Григорий Мартыновы Хлебниковы с детьми. В 1725 г. из Шацка переведён в касимовское купечество касимовец Фёдор Мартынов Хлебников.

### Кашира
В 5-й ревизии 1795 г. в Кошельной слободе Москвы отмечены переселившиеся в 1790 г. из купцов города Каширы: Федул, Федот, Тимофей и Фёдор Ильины Хлебниковы, проживавшие у Спаса на Песках в Каретном ряду, торговлю имели в галантерейных лавках. В 1798 г. Федот уже проживал в доме Алисовой в приходе архидьякона Стефана за Яузой.

### Коломна
После пожара 1812 года Маросейка в Москве выгорела  почти полностью, но уцелел дом коломенского купца 1-й гильдии, хлеботорговца Михаила Родионова Хлебникова, построенный в 1782 году в стиле, переходном от барокко к классицизму (архитектор  В. И. Баженов). В начале 1791 года Михаил Родионов переехал в Санкт-Петербург.
Его двоюродный брат, родившийся в Коломне в приходе Воскресения в Крепости Пётр Кириллович Хлебников (1734—1777) сделал карьеру на государственной службе в Санкт-Петербурге, управлял Красносельской бумажной фабрикой, первой в России игольной фабрикой, Благовещенским медеплавильным заводом и заслужил возведения его и потомков в дворянское сословие. Собиратель Хлебниково-Авчуринской библиотеки, в которой хранился Хлебниковский список Ипатьевской летописи. Его брат Алексей Кириллов Хлебников, оставшийся в Коломне, как купец 2-й гильдии занимался торговлей солёной рыбой и икрой.
Другой двоюродный брат Михаила Родионова, Иларион Егоров Хлебников, также коломенский купец 1-й гильдии, занимался торговлей парусиной и тканью.
К потомкам Михаила Родионова принадлежал и американский журналист Пол Хлебников.
В Коломне в 1834 г. также работали и купцы 3-й гильдии — потомки Алексея Иванова Хлебникова из цыган.

### Кунгур
Кунгурские купцы Хлебниковы происходят из стрелецкой среды или из Чердыни. Их однофамильцем, прибывшим, вероятно, вместе с отцом в Кунгур и ставшим кунгурским купцом, был Хлебников Кирилл Тимофеевич — русский путешественник, исследователь Камчатки и Русской Америки.

### Можайск
В середине XVIII — начале XIX века в Можайске в Троицком приходе также промышляли купцы Хлебниковы, потомки Ивана Иванова Хлебникова. Дом Хлебниковых сохранился в центре Можайска до XXI века в упадочном состоянии.

### Москва
В 1782 г. в Москве числились следующие Хлебниковы:
- Иван Фёдоров 49 лет, перешедший в купцы 3-й гильдии Кадашёвской слободы в 1762 г. из цеховых Симбирска
- Кирилл Михайлов 15 лет, мещанин Казённой слободы
- Кузьма Евстратов 32 лет, 2-й гильдии Сыромятной слободы
- Иван Сергеев 50 лет, 2-й гильдии Сыромятной слободы
- Мария Алексеева 70 лет, купеческая вдова Сыромятной слободы
- Иларион Егоров 35 лет, перешедший в купцы 2-й гильдии Хамовой слободы в 1778 г. из купцов Коломны, двоюродный брат П. К. Хлебникова
- Никита Архипов 33 лет, мещанин слободы Крымских Лужников
- Иван Алексеев 62 лет, 3-й гильдии слободы Девичьих Лужников

В 1834 г. в Москве числились следующие купцы Хлебниковы:
- Пётр Алексеев 56 лет, перешедший в купцы 3-й гильдии в 1832 г. из мещан слободы Крымских Лужников
- Пётр Вавилов 45 лет, 3-й гильдии Новогородской слободы
- Григорий Иванов 63 лет, перешедший в купцы 3-й гильдии в 1820 г. из мещан слободы Девичьих Лужников, чайный торговец, умер в 1840 г.
- Гавриил Афанасьев 52 лет, перешедший в купцы 3-й гильдии в 1825 г. из мещан Басманной слободы, торговец мукой
- Владимир Семёнов 27 лет, перешедший в купцы 3-й гильдии в 1833 г. из мещан Басманной слободы
- Иван Фёдоров 60 лет, 3-й гильдии Большой Садовой слободы, фамилию получил в 1822 г.
- Алексей Антипов 48 лет, 2-й гильдии Сыромятной слободы
- Василий Фёдоров 61 года, 3-й гильдии Сыромятной слободы
- Иван Антонов 60 лет, 3-й гильдии Сыромятной слободы
- Анисим Фёдоров 39 лет, перешедший в купцы 3-й гильдии в 1825 г. из мещан Сыромятной слободы
- Эраст Иванов 27 лет, перешедший в купцы 3-й гильдии в 1827 г. из мещан Хамовой слободы

### Псков
На берегу реки Псковы в 1699 г. возле Богоявленской мельницы располагался двор Иосифа Хлебникова. На земле Ермолки Хлебникова в 1511 г. Василий III поставил церковь св. Ксении.

### Ростов
Ещё один купеческий род Хлебниковых происходит из посадских города Ростова. Самыми древними документами, в которых упоминается фамилия Хлебниковы, являются Дозорные книги Ростова начала XVII в. К нему необоснованно возводит своё родословие в автобиографии и сам Велимир Хлебников. Из этого рода прославился Пётр Васильевич Хлебников (1799—1865), унаследовавший огромное состояние, но сам торговлей не занимавшийся. Он принимал активное участие в общественной жизни Ростова, занимался изучением истории родного края. Он одним из первых обратил внимание на необходимость сохранения разрушающихся памятников Ростовского кремля. Многочисленный род купцов Хлебниковых (в XVII—XIX вв. по подсчётам исследователей в Ростове проживало около 150 его представителей) к концу XIX в. оскудел, и древняя фамилия практически исчезает.

### Симбирск
В конце XVII в. в Симбирске появились свои предприниматели, входившие в категории гостей и членов Гостиной сотни, в том числе упомянутый в сказках «торговых людей» 1704 г. И. Хлебников (Андреев) с 1691 г. Симбирские Хлебниковы вошли в состав привилегированного купечества в начале XVIII в. и являлись одним из семейных кланов, выделившихся из верхушки симбирского посада.

### Смоленск
Василий Григорьевич Хлебников является одним из купцов-храмостроителей Смоленска, много вкладывавшим в свою приходскую Свирскую церковь.

### Старый Оскол
В 1842 г. купцы Хлебниковы занимались сургучным производством в Старом Осколе Курской губернии.

### Тобольск
В 1701 г. одним из крупнейших скупщиков мехов в Енисейске и Томске являлся тобольский купец Лука Хлебников.

### Хабаровск
Купцы Хлебниковы занимались вино-водочным промыслом по адресу Муравьёво-Амурская ул., д. 8 в современном центре Хабаровска на рубеже XIX—XX вв.

### Ярославль
В 1711 г. в Ярославле родился Иларион Семёнов Хлебников, ставший в будущем санкт-петербургским купцом и в 1781 г. похороненный на Лазаревском кладбище Александро-Невской лавры с сыном и внуками. Его внучка Стефания Иванова Хлебникова в 1792 г. оставалась девицей и проживала у опекунов. Василий Михайлович Хлебников из Ярославля к 1784 г. был произведён в дворянское достоинство за гражданскую службу, в Санкт-Петербурге проживал в 3-й Рождественской улице.

## Роды другого происхождения
Не следует забывать, что фамилию Хлебников, одну из самых распространённых в России, носили и многие другие купцы, казаки, крестьяне и мещане в самых разных регионах страны.

## Комментарии
1. ↑  см. Гласный герб